# Južnoportovyj
Il quartiere Južnoportovyj (in russo Южнопортовый район?, "del porto del sud") è un quartiere di Mosca sito nel Distretto Sud-orientale.
Prende il nome dal porto fluviale meridionale sulla Moscova che si trova nell'adiacente quartiere di Pečatniki.